# 기업가
기업인(企業人, 영어: entrepreneur)은 사업을 하여 이윤을 추구하는 자다. 중국과 일본과 같은 한자 문화권에서는 명확히 구분이 되어있지만, 한국에서는 기업인과 사업가라는 용어가 혼돈되어 사용되고 있다. 여기서 기업(起業)은 한자 일으킬 '기'자와 일 '업'자로, 한자 말 그대로, '일을 새롭게 만든다' '사업을 일으켜 시작함'이라는 뜻을 해석된다. 따라서 기업인이란 기존에 존재하지 않았던 가치와 일자리를 만드는 자'이다.
사업가(事業家, 영어: businessman)는 영리를 목적으로 기업에 자본을 대고 그 기업의 경영을 담당하는 자, 사업을 계획하여 회사를 설립하는 일을 직업으로 하는 자다. 사업체를 경영하는 넒은 범위로써 해석될 수 있다.
한국의 경제사에서는 조선후기에 상업이 발달하자, 자본가 곧 자본을 가진 자인 전주(錢主)가 덕대(德大)라고 불리는 전문경영인에게 광산을 경영하도록 하는 기업지배구조가 있었다.